# Invasione di Rügen
L'invasione di Rügen (detta anche seconda invasione di Rügen) si svolse dal 22 al 24 settembre 1678 e fu un'operazione militare condotta nell'ambito della guerra suedo-brandeburghese che portò infine all'annessione dell'isola di Rügen da parte del Brandeburgo-Prussia con le forze alleate della Danimarca.
L'operazione fu difatti il preludio all'assedio di Stralsund, da lungo tempo programmato, che si svolse per l'appunto poco dopo.

## Antefatto
La prima invasione di Rügen nell'ambito della guerra di Scania ebbe luogo il 17 settembre 1677, quando i danesi sbarcarono e riuscirono, a seguito della battaglia di Bergen, ad espellere gli svedesi dall'intera isola. Poco dopo, gli svedesi al comando del feldmaresciallo Otto Wilhelm von Konigsmark si mossero per riprendere il controllo dell'isola, incarico che riuscirono a portare a compimento con la vittoria della battaglia di Warksow il 18 gennaio 1678.
L'isola non fu comunque al sicuro anche dopo la vittoria degli svedesi, e i danesi tornarono con diversi raid durante il periodo estivo.
Il possesso dell'isola di Rügen era strategicamente importante per entrambe le parti in conflitto, in quanto questo avrebbe potuto garantire costanti rifornimenti alla Pomerania svedese o negarli, ed in particolare alla città di Stralsund che era la più importante della costa. Il possesso dell'isola era inoltre un prerequisito per la conquista della fortezza di Stralsund, che si trovava in mano agli svedesi.

## L'invasione di Rügen

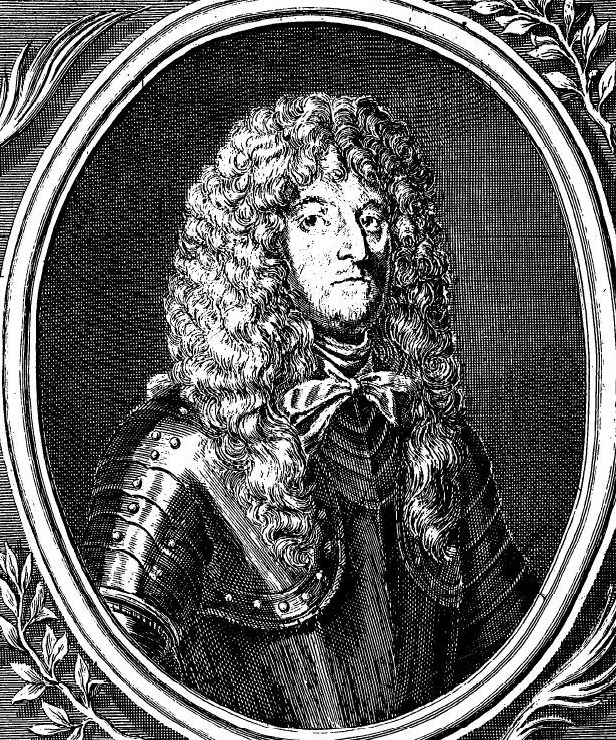
Il feldmaresciallo svedese von Königsmarck

La Danimarca rese disponibile un totale di 27 navi da guerra per l'invasione, il cui compito era essenzialmente quello di proteggere lo sbarco delle truppe sull'isola. Inoltre, il Brandeburgo provvide altre 10 navi da guerra, sette delle quali erano state armate da Benjamin Raule (ciascuna con 107 cannoni e 435 uomini a bordo) e tre provviste dal principe-elettore in persona.
Dalla metà di luglio del 1678 stazionava inoltre in Pomerania l'esercito del Brandeburgo. L'inizio dell'operazione venne ritardato dall'arrivo, ad agosto, dallo squadrone di navi brandeburghesi comandate personalmente da Benjamin Raule. Inoltre, il Brandeburgo richiese tempo ulteriore per assemblare i propri vascelli di trasporto che erano un totale di 350 imbarcazioni tra piccole e grandi.
Il comando della flotta venne assunto dal vice ammiraglio danese Nils Juel. La flotta di trasporti venne invece comandata dall'ammiraglio Cornelis Tromp. Il comando delle forze d'invasione venne affidato al feldmaresciallo Derfflinger. Le forze brandeburghesi da sbarco consistevano in 1440 corazzieri, 300 dragoni e 5500 fanti, per un totale di 7240 uomini. L'artiglieria al seguito era composta da 18 cannoni di vario calibro, serviti da 76 artiglieri. I danesi avevano messo in campo 1800 uomini.
La flotta si radunò lungo le rive dello Stubber nella baia di Greifswald. Il piano prevedeva lo sbarco dei danesi a nord e dei brandeburghesi a sud.
La marina brandeburghese, al comando dell'elettore Federico Guglielmo I di Brandeburgo, alzò l'ancora il 22 settembre. Con l'idea di lasciare gli svedesi per quanto più a lungo possibile all'oscuro del luogo esatto dello sbarco delle truppe, il piano prevedeva che la flotta avrebbe ruotato attorno a Palmer Ort e, da qui, avrebbe puntato a nordest verso Putbus dove poi le truppe sarebbero sbarcate.
Quando la flotta giunse a Palmer Ort, ad ogni modo, il vento la spostò a nordest. A complicare le cose gli svedesi avevano posto un cannone a Zudar (la penisola più a sud di Rügen) che aprì quindi il fuoco sulla flotta d'invasione. In questa situazione critica, una palla di cannone sfiorò il principe elettore per quanto i danni alla fine furono minimi. La flotta, coi venti contrari, continuava ad avere problemi a compiere una manovra corretta e pertanto si spostò quanto più lontana dall'artiglieria svedese e nel contempo mise l'ancora alla fonda in attesa di venti migliori.
In quello stesso giorno, i danesi al comando dell'ammiraglio Nils Juel, riuscirono a sbarcare presso Capo Arkona, nel villaggio di pescatori di Vittorio, incontrando la resistenza di un piccolo gruppo di svedesi che vennero comunque subito respinti. In questa piccola battaglia, i danesi persero 57 uomini e i feriti furono 52 per la loro parte, ma le perdite degli svedesi furono ben più alte. I danesi si barricarono all'entrata e quando il feldmaresciallo svedese von Königsmarck seppe dello sbarco dei danesi, ordinò l'immediato ritiro delle sue truppe che si trovavano in situazione disperata presso Altefähr.

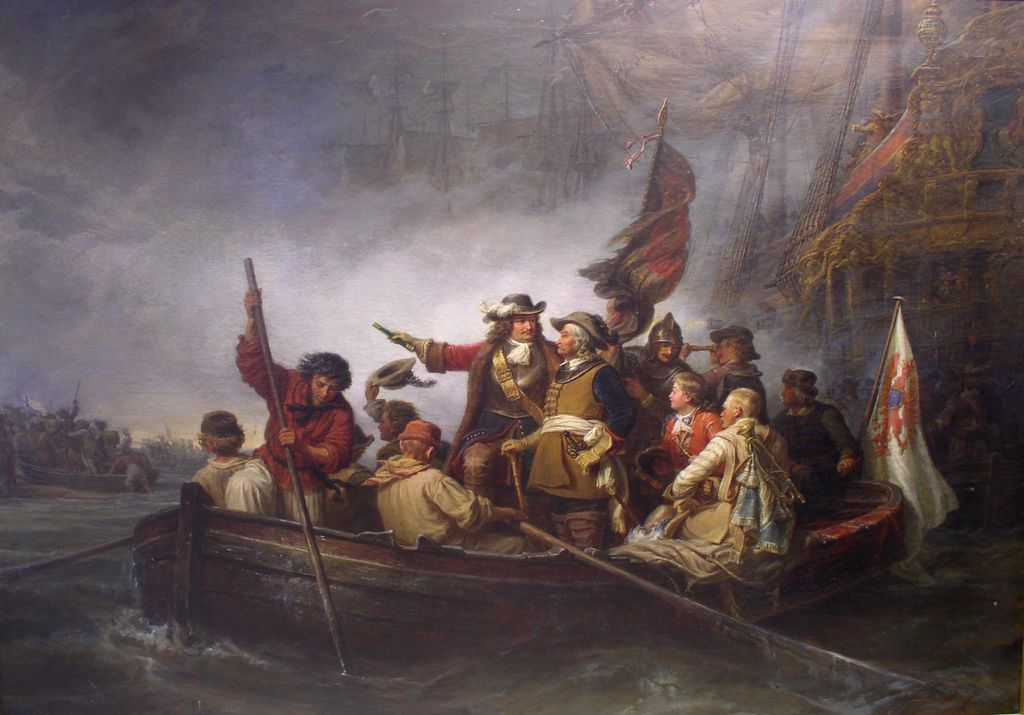
Dipinto d'epoca che raffigura l'arrivo dell'elettore a Rügen

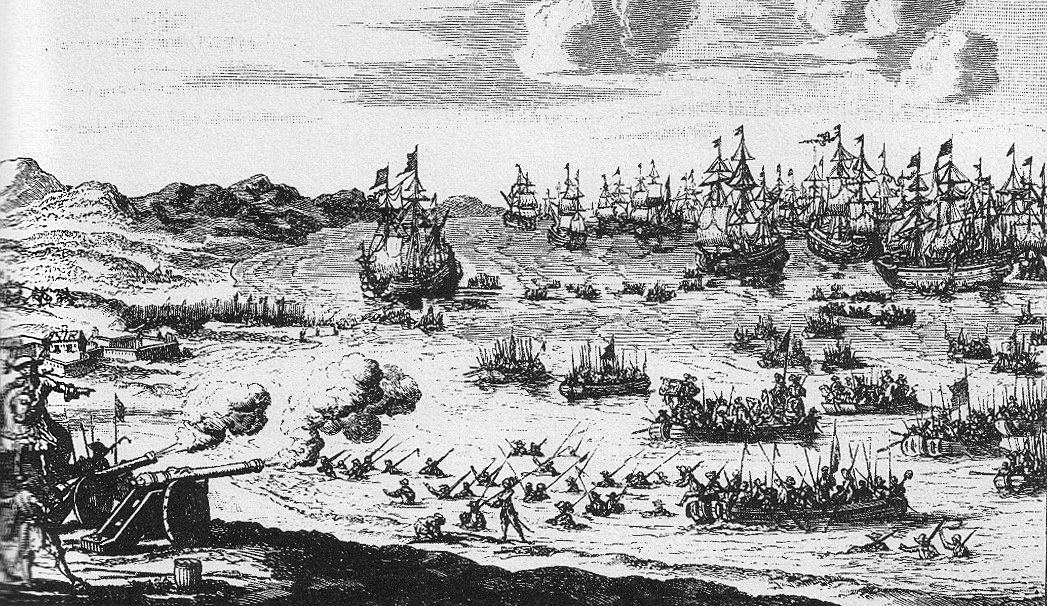
Il bombardamento da parte dell'artiglieria svedese delle truppe brandeburghesi al loro sbarco il 23 settembre 1678 presso Neukamp (dipinto di Jan Luiken)

L'elettore, impaziente per lo sbarco dei danesi, ordinò alle sue truppe di sbarcare nel punto più vicino in quanto temeva che gli svedesi si sarebbero subito concentrati ad attaccare i danesi. Per questo le forze brandeburghesi avanzarono nell'entroterra presso Neukamp il 23 settembre 1678. Qui si trovava un ridotto svedese con otto cannoni e diversi elementi di cavalleria, che le truppe d'invasione attaccarono senza successo. Quando il crescente numero di truppe brandeburghesi sbarcò i propri cannoni e aprì il fuoco verso il ridotto, gli svedesi si ritirarono.
Le forze di sbarco completarono le operazioni in due ore, assieme all'elettore e al feldmaresciallo brandeburghese Derfflinger.
La fanteria già sbarcata si era impegnata nella costruzione di una serie di cavalli di Frisia per proteggersi da attacchi a sorpresa. Lo svedese von Königsmarck, precipitatosi sul posto dalla penisola di Zudar, si ritirò quando vide l'esercito brandeburghese schierato in ordine di battaglia. Nell'inseguimento che fece seguito all'azione, 200 svedesi vennero catturati. Derfflinger e la sua cavalleria inseguirono gli svedesi sino alla mattina del 24 settembre quando questi raggiunsero Altefähr. La cavalleria brandeburghese colse l'occasione dell'operazione per assaltare le fortificazioni locali riuscendo a catturare 700 prigionieri e 250 cavalli, oltre a diversi cannoni svedesi. Von Königsmarck riuscì appena a fuggire, ma molte navi svedesi vennero affondate.
I brandeburghesi catturarono facilmente il ridotto di Neufähr che era difeso essenzialmente da ex soldati danesi e brandeburghesi catturati a gennaio di quell'anno dopo la sconfitta degli alleati nella battaglia di Warksow e che aprirono quindi le porte ai loro alleati. Questi prigionieri si rivoltarono inoltre contro gli svedesi e l'isola tornò ancora una volta sotto la bandiera alleata.

## Conseguenze
Con la conquista dell'isola, il destino della fortezza svedese di Stralsund, assediata dalle truppe brandeburghesi, era ormai segnato. Mentre le truppe danesi rimasero sull'isola, le forze brandeburghesi tornarono nell'entroterra per prendere parte all'assedio di Stralsund.
Gli alleati catturarono il forte dopo un pesante bombardamento. Pertanto, metà della città andò alle fiamme e bruciò sino al 22 ottobre 1678.
L'isola venne concessa come promesso ai danesi che la occuparono sino alla conclusione del trattato di pace. Dopo il trattato di Saint-Germain del 29 giugno 1679, l'isola passò ancora una volta agli svedesi. L'isola in sé appariva economicamente rovinata dopo le battaglie che l'avevano interessata al punto che anche le truppe danesi che la occuparono dovettero basarsi su rifornimenti provenienti dal continente per sopravvivere.

## Commemorazione

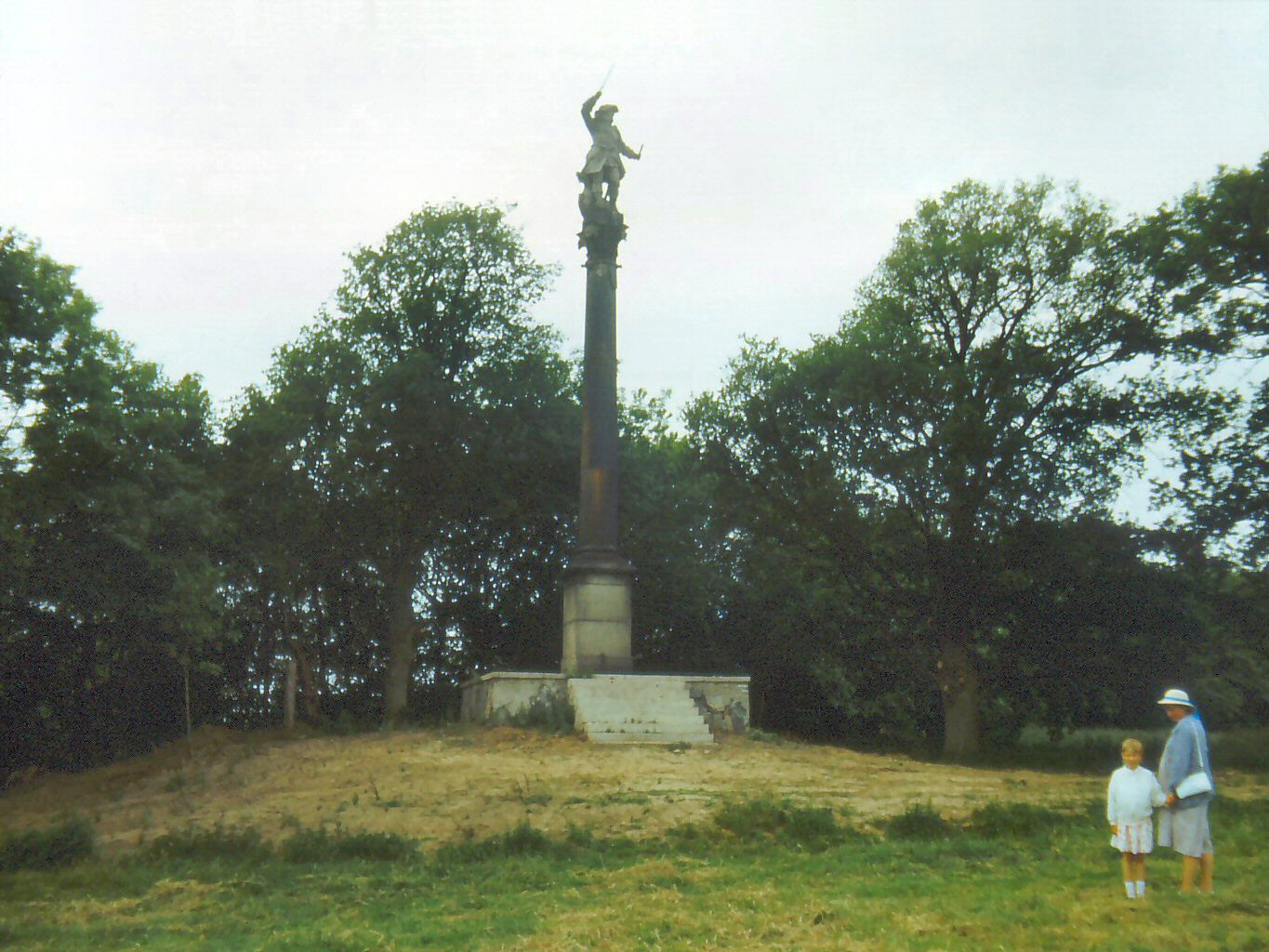
La colonna eretta dai prussiani a Neukamp sul sito dello sbarco delle truppe brandeburghesi, costruita nel 1854

Per commemorare i vari sbarchi a Rügen, il re Federico Guglielmo IV di Prussia ordinò la costruzione di una colonna commemorativa alta 15 metri sui siti dei rispettivi sbarchi nel 1854 e nel 1855. Il monumento di Neukamp, che raffigura il grande elettore Federico Guglielmo, venne inaugurato il 15 ottobre 1854. Queste colonne avevano anche l'intento di dimostrare la potenza prussiana nel Baltico.